# Azumbilla
Azumbilla es una localidad del estado mexicano de Puebla. Es la localidad más poblada del municipio de Nicolás Bravo.

## Demografía
| Gráfica de evolución demográfica |
|                                  |

| Censo | Población |
| ----- | --------- |
| 1930  | 440       |
| 1940  | 963       |
| 1950  | 1 178     |
| 1960  | 1 322     |
| 1970  | 1 843     |
| 1980  | 2 168     |
| 1990  | 2 190     |
| 1995  | 2 977     |
| 2000  | 3 331     |
| 2005  | 3 451     |
| 2010  | 3 914     |
| 2020  | 4 538     |